# Santa Maria ad Martyres (titre cardinalice)
La diaconie cardinalice de Santa Maria ad Martyres (Sainte Vierge de tous les Martyrs) fut érigée par le pape Benoît XIII lors du consistoire secret du 23 juillet 1725. Le titre est rattaché au Panthéon de Rome, antique temple romain  devenu basilique sous le pape Boniface IV. Le titre était également nommé Santa Maria Rotonda en raison de la forme de l'édifice.
La diaconie est supprimée le 26 mai 1929 par le pape Pie XI dans la constitution apostolique Recenti conventione et transférée vers la diaconie Sant'Apollinare, conformément au Concordat entre le Saint-Siège et l'Italie.

## Titulaires
- Niccolò del Giudice (1725-1743)
- Alessandro Albani (1743-1747)
- Carlo Maria Sacripante (1747-1751)
- Mario Bolognetti (1751-1756)
- Prospero Colonna di Sciarra (1756-1763)
- Domenico Orsini d'Aragona (1763-1777)
- Antonio Casali (1777-1787)
- Ignazio Gaetano Boncompagni-Ludovisi (1787-1789)
- Antonio Maria Doria Pamphilj (1789-1800)
- Romoaldo Braschi-Onesti (1800-1817)
- Ercole Consalvi (1817-1824)
- Stanislao Sanseverino (1825-1826)
- Agostino Rivarola (1826-1842)
- Adriano Fieschi (1843-1853)
- Vincenzo Santucci (1854-1861)
- Roberto Giovanni F. Roberti (1863-1867)
- Gaspare Grasselini, c.o. (1867-1875)
- Enea Sbarretti (1877-1884)
- Carmine Gori-Merosi (1884-1886)
- Luigi Pallotti (1887-1890)
- Vacance (1890-1901)
- Felice Cavagnis (1901-1906)
- Vacance (1906-1929)
- Diaconie supprimée en 1929